# Tlacacuitlahuatzin
Tlācacuitlāhuatzin o Huēhue Tlācacuitlāhuatzin ( escuchar) (náhuatl: Huēhue Tlācacuitlāhuatzin; huēhue ‘viejo’; tlāca- ‘persona’; cuitlā-huia- ‘estar a cargo de algo’ ó ‘excremento’ y -tzin ‘partícula de respeto’: ‘la venerable persona que tiene un cargo, el Viejo’ ó ‘la venerable persona que tiene excremento, el Viejo’(fl. 1391- circa 1450); fue el primer tlahtoāni tepaneca de Tiliuhcān y el abuelo materno de Chīmalpopōcatzin y de Huēhue Zacatzin.

## Genealogía y relación con la Casa Real mexica

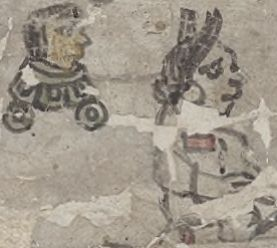
Su esposa Chalchiuhnenetzin en el Códice Mexicanus (fol. 16).

Tlācacuitlāhuatzin era hijo de Huēhuetzin, al que sucedió en el cargo. Se desconoce la fecha de su entronización, sin embargo en 1391 (3 ācatl), su padre Huēhuetzin se mantenía en el poder. No mucho tiempo después, su padre murió y se entronizó en Tiliuhcān. Para este momento, Tlācacuitlāhuatzin ya había contraído nupcias con Chalchuihnenetzin. Junto con su cónyuge Chalchuihnenetzin, engendró a cuatro hijas: Huitzilxochitl, Matlaxochitl, Miyahuaxochitzin y Tlacochcuetzin.
Huītzilihhuitl, en seguida de su entronización en 1391 (3 ācatl) en Mēxihco-Tenōchtitlān; fue a Tiliuhcān junto con su hermano menor Tlatolzacatzin (o Tlatolqaca); en donde se les dieron esposas. A Huītzilihhuitl se le dio la princesa Miyahuaxochtzin y a Tlatolzacatzin la princesa Matlalxochitzin. La princesa Tlacochcuetzin se casó con Acolnahuacatl Tzaqualcatl.
Murió a mediados del S. XV d. C. En el trono de Tiliuhcān le sucedió Tzihuactlayahuallohuatzin.
| Predecesor: Huēhuetzin Señor principal de Tiliuhcān | 1° Tlahtoāni de Tiliuhcān circa 1395 - 1450 | Sucesor: Tzihuactlayahuallohuatzin |